# Turnor Lake 193B
Turnor Lake 193B är ett reservat i Kanada.   Det ligger i provinsen Saskatchewan, i den centrala delen av landet, 2 600 km väster om huvudstaden Ottawa.
Trakten runt Turnor Lake 193B är nära nog obefolkad, med mindre än två invånare per kvadratkilometer.